# SHT21
AQUOS PAD SHT21（アクオス パッド エスエイチティー ニイチ）は、シャープによって日本国内向けに開発された、auブランドを展開するKDDIおよび沖縄セルラー電話のCDMA 1X WIN、および第3.9世代移動通信システム（au 4G LTE）対応タブレット端末である。

## 概要
これまでシャープのタブレットはGALAPAGOSのブランドで発売されてきたが、初めてAQUOSブランドで発売されるタブレットとなる。またシャープとしては初めてLTEと次世代液晶「IGZO」ディスプレイを搭載したタブレットでもある。 スタイラスペン、卓上ホルダ、microUSB-⌀3.5 L型変換ケーブル（本体にイヤホンジャックが非搭載）が付属する。

## 歴史
- 2012年10月17日 - KDDI、およびシャープより公式発表。
- 2012年11月21日 - 連邦通信委員会（FCC）を通過[1]。
- 2012年12月7日 - 全国にて一斉発売。
- 2013年6月5日 - Android 4.1にバージョンアップ開始[2]